# Ievgueni Tatarski
Ievgueni Markovitch Tatarski (russe : Евге́ний Ма́ркович Тата́рский), né le 10 septembre 1938 à Leningrad et mort le 23 février 2015 à Saint-Pétersbourg, est un réalisateur et scénariste soviétique puis russe. En 2004, il devient Artiste du peuple de la fédération de Russie.

## Filmographie
- 1976 - Soixante douze degrés en dessous de zéro (ru) (Семьдесят два градуса ниже нуля) [téléfilm]
- 1980 - Le Club du suicide (Клуб самоубийц, или приключения титулованной особы) [téléfilm de 206 min]
- 1981 - Sans raison apparente (ru) (Без видимых причин)
- 1988 - Présomption d'innocence (ru) (Презумпция невиновности)
- 1991 - Le Vampire (Пьющие кровь)
- 1993 - Amour et Prison (ru) (Тюремный романс)
- 1999 - Force de choc (ru) (Убойная сила) [série télévisée]